# Цивилно планирање за ванредне ситуације у оквиру НАТО
Природне катастрофе, као што су земљотреси и поплаве, представљају претњу цивилном становништву у безмало сваком делу света. Баш из тог разлога, НАТО се бави планирањем за ванредне ситуације, како оним настале природним непогодама, тако и оним које су последице терористичких напада биолошким, хемијским и радиолошким оружјем. Цивилно планирање за вандредне ситуације (Civil Емеrgency Planning- CEP) постоји у оквиру НАТО-а већ 40 година. На почетку је замишљен да обезбеди континуирано функционисање власти и друштва у време рата, ова улога је временом проширена на управљање кризама и помоћ у време мирнодопских кризних ситуација. Због природе оваквих претњи, национални планови нису довољни, јер ове претње често превазилазе државне границе, па траже реаговање на наднационалном нивоу. Оно има за циљ да прикупи, анализира и прослеђује информације о националним плановима не би ли осигурао ефективну употребу ресурса током ванредних ситуација, у складу са циљевима Алијансе. Оно омогућава како чланицама тако и државама партнерског статуса да помажу једни другима за планирање у случајевима кризе, катастрофа или конфликата, као и за отклањање последица истих. Цивилно планирање за ванредне ситуације данас окупља све чланице НАТО-а, где је за сваку одређен посебан план који је приказан у оквиру званичне књиге, односно International CEP Handbook-a, која поред НАТО чланица укључује и чланице Евроатлантског савета за партнерство (EAPC), Уједињених нација (UN), Европске уније (EU), Организације за европску безбедност и сарадњу (OSCE), Заједнице независних држава (CIS).

## Развој
Током хладног рата сва цивилна средства (попут лука, аеродрома, водоводних мрежа и мрежа електродистрибуције итд.) била су у рукама држава и стога би се у кризама или ратном стању лако могле пребацити у контролу НАТО-а. И у тим раним годинама одбрамбеног савеза, НАТО се обазирао на цивилно становништво. Ово је евидентно у шеми помагања у катастрофама из 1953. године у којој се примећује да средства која се користе за заштиту популације у ратном стању могу бити употребљена и у случају техничко-технолошких и природних катастрофа.
Након пада Берлинског зида долази до значајног пада претње од великог, конвенционалног рата у Европи. Стога, пажња и инвестиције у цивилну спремност почела је да опада. Но, са повећаном претњом интернационалног тероризма и религијског екстремизма почетком 2000. година, НАТО је дао нове захтеве у овом пољу. НАТО 1999. године приказује нови приступ вандредним ситуацијама у свом Стратешком концепту. У њему се препознаје да велике вандредне ситуације могу проузроковати опасност за безбедност и стабилност.
Временом, НАТО цивилно планирање за ванредне ситуације еволуирало је у кључно подручје практичне припомоћи. Кључан ефекат има у области могућих терористичких напада са радиолошким, хемијским, или биолошким агенсима (РХБ). Било какво ометање критичне инфраструктуре, попут транспортних, енергетских и комуникационих мрежа често је транснационалних димензија. Из тих разлога, НАТО је постао добар форум за расправу око изазова који настају као последица међузависности држава Алијансе у духу солидарности.
Једна од значајних промена био је тренд делегирања не-борбених битних војних задатака, захтева и могућности приватном сектору. Овај метод био је економичан, али резултат је био војна зависност на цивилне ресурсе и инфраструктуру. Данас је НАТО разрадио сарадњу цивилног и војног сектора. Она је обострана, јер цивилна средства могу бити кључна у војним операцијама (нпр. провизија цивилних или комерционалних ваздушних и морских транспортних могућности за стратешко коришћење) у истој мери колико војни капацитети могу бити изузетно важни у подршци операцијама спасавања цивилног становништва.
Успешно коришћење НАТО капацитета можемо видети у операцијама одмах након урагана Катарине и земљотреса у Пакистану. Такође, НАТО средства и способности биле су коришћене у цивилној одбрани против тероризма. Нпр, НАТО AWASC авиони (опремљени радарима и другом опремом за извиђање и прикупљање информација) коришћени су на великим спортским догађајима попут Олимпијских игара и Светског првенства у фудбалу. Кроз свој развој, НАТО је прихватио да је интероператибилност и кооперација између војних и цивилних актера кључна, и даје јој велики значај у свом општем деловању.

## Задаци и циљеви
На самом почетку цивилно планирање за ванредне ситуације је наглашавао планирање у случају рата, као примарни задатак истицало се обезбеђење преживљавања становништва и виталних националних ресурса. Он је потом еволуирао под доктрином “флексибилног одговора”, те је постао кључни елемент НАТО-ове машинерије кризног управљања у концепцији застрашивања. Услед промена насталих завршетком хладног рата, као и усвајање новог стратегијског оквира НАТО-а, CEP се усмерио ка новим формама управљања кризом. Успон је доживео после кооперације с партнерима из источне и централне Европе. Северноатлантски савет за координацију је укључио CEP 1994. Године у свој радни план. Њиме су отпочели дијалог, кооперација и партнерство у овом осетљивом подручју активности, исто је учињено и у оквиру Партнерства за мир. На тај начин су источне и централноевропксе земље прихватиле стандарде који су развијени у оквиру CEP-а. Искуство самих чланица треба да помогне и партнерима да изграде одговарајуће оквире планирања.
Кооперација у подручју цивилног планирања за вандредне ситуације има циљ да:
- унапреди развој CEP-а под цивилном контролом;
- допринесе појачавању и побољшању успешности могућности CEP-а;
- омогући најбољу употребу ресурса кроз увођење стандардизације у плановима, процедурама и службама и опреми CEP-а;
- унапреди регионалну самодовољност, укључујући и развој мултилатералних и билатералних споразума у CEP-у.

НАТО и партнерске државе су се усагласиле да свој фокус сместе на следеће приоритете:
- трансформација тежишта с ратне организације и ратне мобилизације ка свим хазардима и заштити цивилног становништва;
- законодавство и цивилни аспекти управљања кризама;
- превенција катастрофа, хуманитарна и управљачка помоћ;
- цивилно – војна кооперација.

## Организација CEP-а
Чланице НАТО-а, у оквиру својих националних система цивилне заштите, организују посебна одељења за CEP у оквиру НАТО-а, задужена за координацију и одржавање контакта са Дирекцијом за цивилно планирање вандредних ситуација НАТО-а и са командом НАТО-овог вишег CEP-а. Чланице су дужне да достављају извештаје по достављеним питањима и по задацима у којима учествују у пружању међународне помоћи унесрећенима НАТО-овом CEP-у.
Евро-атлантски координациони центар за одговор катастрофи (Euro-Atlantic Disaster Response Coordination Centre - EADRCC) представља комуникационо-информациону мрежу Директората за планирање у цивилним вандредним ситуацијама при НАТО-у. Он је основан јуна 1998. године на предлог Руске Федерације. Он је одговоран за координацију у блиским консултацијама са Уједињеним нацијама.  Комуницира и координира са нотификованим тачкама контакта сваке државе преко свих оперативно-комуникационих линија. Основна идеја успостављања ове мреже јесте да се могућности заштите становништва у време рата могу користити и у време мира. Од 2001. године се ова организација бави отклањањем последица терористичких напада. Сама организација је активна 24 сата дневно, седам дана недељно.
Прима захтеве за помоћ на три начела:
1. директно угрожене земље;
2. преко Канцеларије за координацију хуманитарних послова Уједињених нација;
3. преко Европске комуникационе хуманитарне канцеларије.[1]

Ова организација има искључиво координациону и комуникациону улогу, нема улогу контроле и команде као оперативно – информациони системи борбених састава.
Цивилно планирање за вандредне ситуације  пружа НАТО-у кључне цивилне експертизе и способности у пољима спремности на тероризам и управљање последицама, хуманитарни одговор и заштиту критичне инфраструктуре.
Од оснивања, EADRCC био је укључен у 30 операција широм света, укључујући координацију пакета помоћи избеглицама, помоћ жртвама поплава, урагана и земљотреса, борба против шумских пожара, помоћ Грчкој током Олимпијских игара 2004. године, Америци поводом урагана Катрине 2005. године и Пакистану услед земљотреса који је погодио земљу 2005.-2006. године.
CEP координира планирање у неколико рејона да би обезбедила – када је то потребно – цивилну подршку војним операцијама Алијансе или подржала национални ауторитет у цивилним кризама.
Комитет је развио план унапређења цивилне спремности НАТО и партнерски држава против терористичких напада. Септембра 2011. године, тим цивилних ескперата посетио је Украјну у улози саветника за проблеме око спремности пред Еуро 2012 фудбалски шампионат. CEP тако пружа развој НАТО кибер способности кроз провизију о саветодавној ескпертизи и кроз подршку у тренингу. CEP помаже код проблема везаних за енергетску безбедност, а посебно заштиту критичне инфраструктуре, кроз размену знања и најефектније праксе између нација чланица. У пољу ракетне одбране, CEP сагледава проблеме који се тичу последица интерцепције на заштићеност цивилних популација.

## Главни задаци и одговорности
CEP одговара директно Северно Атлантском Савету, принципијалном органу одлучивања НАТО-а. Оно координира и пружа дирекцију и вођство за четири специјализоване групе.
Оне окупљају националне владе, индустријске експерте и војне представнике за коориднисање ванредног планирања у подручјима као што су: цивилна заштита, транспорт, индустријски ресурси и комуникација, јавно здравље, храна и вода. Њихова сврха је првенствено да развију процедуре за коришћење у кризним ситуацијама.
Заједно, Цивилно планирање за вандредне ситуације НАТО-а пружају форум за мноштво различитих министарстава преко широког спектра сектора, тако обезбеђујући опсежну цивилну мрежу која се пружа ван традиционалних саговорника НАТО-а у министарствима спољних послова и одбране.

## Рад у пракси

### Ураган Катрина 2005
На 29. априла 2005. године Ураган Катрина погодио је Америчке државе. Званичан позив за помоћ САД послале су EADRCC-у 3. септембра. Већ 8. септембра, Северно Атлантски Савет дозволио је НАТО транспортној операцији да достави хитно потребне намернице погођној регији користећи НАТО Ваздушно Рано Упозоравање (NATO Airborne Early Warning - NAEW), Тренинг и Траснпортне авионе (Training and Cargo aircraft – ТСА) и ваздушне могуђности НАТО јединица за брзо реагивање (NATO Response Force - NRF). До краја операција 2. октобра 2005. године достављено је 189. тона хуманитарне помоћи.

### Земљотреси у Пакистану 2005-2006
Пакистан је 8. новембра 2005. године погодила серија снажних земљотреса која је проузроковала преко 73.000 смрти и 4 000 000 људи је остало без дома. Већ 10. октобра Пакистанске власти уручиле су НАТО-у званичан позив за помоћ. Северноатлантски Савет сложио се да помогне. Прва фаза ове операције је подразумевала успостављање ваздушног моста. EADRCC служио је као контакт између националних служби помоћи и Пакистанских власти, а Турска као држава за ваздушни транспорт. У другом стадијуму постављени су командни штаб, инжињерске јединице, хеликоптери и војне болнице са свом потребном подршком уз блиски рад са Пакистанским и УН властима.
Операција је завршена у потпуности 8. фебруара 2006. 